# Восточная философия
Восто́чная филосо́фия — совокупность всех философских теорий и практик восточных народов, философия, опирающаяся на восточные традиции, коллективный опыт народов Востока.
Философия Востока зародилась практически одновременно с философией Древней Греции и представляет собой крупный и своеобразный пласт мировой философии. Наиболее общепринятым является включение в данное понятие философских традиций древних Китая и Индии как противовес аналогичным традициям античной Европы. Но, в целом, сюда же можно включить и мировоззренческие системы других азиатских цивилизаций древности, наиболее представительными из которых являлись (являются) Вавилон, Персия, Япония, Корея, позже — мусульманский мир. Наиболее часто восточной философии приписываются следующие отличительные (от западной философии) черты:  интуитивизм, интровертность (обращенность к внутреннему миру человека), единство субъекта и объекта, спиритуальность и другие.

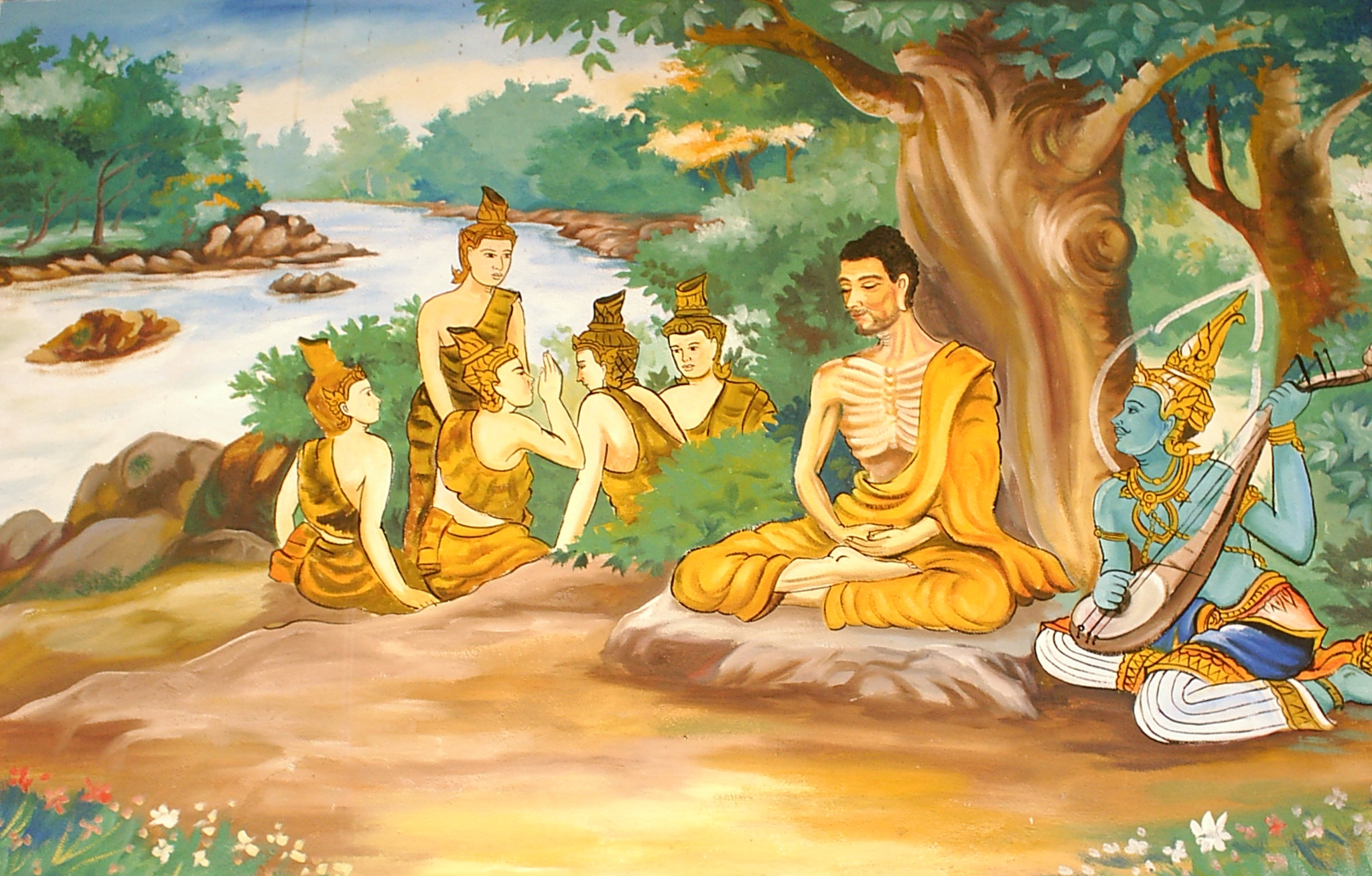
Будда в аскезе

## Философия Индии и Китая
Философия как самостоятельная дисциплина возникает в середине I тысячелетия до н. э. одновременно в трёх очагах древней цивилизации — в Китае, Индии и Древней Греции. Её рождение сопровождалось переходом от мифологического мировосприятия к мировоззрению, опирающемуся на знание, обретённое в интеллектуальном поиске.
В Индии систематизированное философское знание формировалось через оппозицию брахманизму. В VI—V веках до н. э. здесь появляется множество течений, критических в отношении предписаний ведийской религии. Развитие шраманских школ приводит к становлению философских систем Индии, основными из которых стали адживика, джайнизм и буддизм.
В Китае становлению философии также способствовали аскетствовавшие бродячие мудрецы. Многие учения формируются на анализе или критике таких древних памятников культуры, как «Ши цзин» («Канон стихов») и «И цзин» («Книга перемен») (для сравнения, в Индии эту роль выполняли Упанишады и Ригведа). Однако в отличие от Индии здесь обособляются два главенствующих мировоззренческих направления — конфуцианство и даосизм. Первое и вовсе во II веке до н. э. приобретает официальный статус государственной идеологии.

## Современная восточная философия
Вот основные представители восточной философии XIX—XX веков:
- Свами Вивекананда (1863—1902) — индийский мыслитель, религиозный реформатор и общественный деятель, ученик выдающегося мистика Рамакришны. Единственным средством выхода из кризиса современного человечества считал единение всех религий и обращение людей к духовно-религиозному опыту. С позиций западной философии объяснил многие ключевые идеи Веданты — самой влиятельной индийской религиозно-философской системы.
- Дайсэцу Тэйтаро Судзуки (1870—1966) — японский мыслитель, буддийский философ и культуролог, ведущий представитель и исследователь дзэн-буддизма. Центральное место в его исследовательской деятельности занимало понятие просветления, которое понимается как смысл и суть буддизма и любой аутентичной религии и философии. Среди его работ: «Основы дзэн-буддизма», «Очерки о дзэн-буддизме» в трёх частях, «Лекции по дзэн-буддизму», «Дзэн в японской культуре».
- Джидду Кришнамурти (1895—1986) — индийский мыслитель, человек уникальной судьбы. Мальчиком он был признан членами Теософского общества предназначенным для воплощения грядущего мессии и соответственно воспитан под их наблюдением. Однако в 1929 году Кришнамурти отказывается как от своего мессианства, так и от всякого участия в организованной религиозной деятельности и становится одиноким мыслителем, ведущим беседы с людьми в десятках стран мира. Известные работы Кришнамурти: «Первая и последняя свобода», «Единственная революция», «Вне времени», «Свобода от известного».
- Мухаммад Икбал (1877—1938) — мусульманский философ, поэт, религиозный реформатор и общественный деятель Индостана. Почитается как «духовный отец нации» в Пакистане и самый выдающийся подлинно мусульманский философ XX века. Критическое переосмысление всего мусульманского мировоззрения и обоснование коренного реформирования традиционного общества при ключевой роли в этом процессе человека — в этом пафос учения Икбала. Его религиозно-философские взгляды представлены в книге «Реконструкция религиозной мысли в исламе».

## Изучение восточной философии
В 1951 году Чарльзом А. Муром (Charles A. Moore), руководителем кафедры философии Гавайского университета (США), был основан международный междисциплинарный ежеквартальный журнал «Философия Востока и Запада» (Philosophy East and West), посвящённый изучению восточной философии в сопоставлении с западной. Изучению восточной философии посвящён ежегодный академический журнал «Проблемы восточной философии». Этот основанный в 1996 году академический журнал издается Национальной академией наук Азербайджана.